# Oeonosia aurifera
Oeonosia aurifera là một loài bướm đêm thuộc phân họ Arctiinae, họ Erebidae.